# 빈센트 셔먼

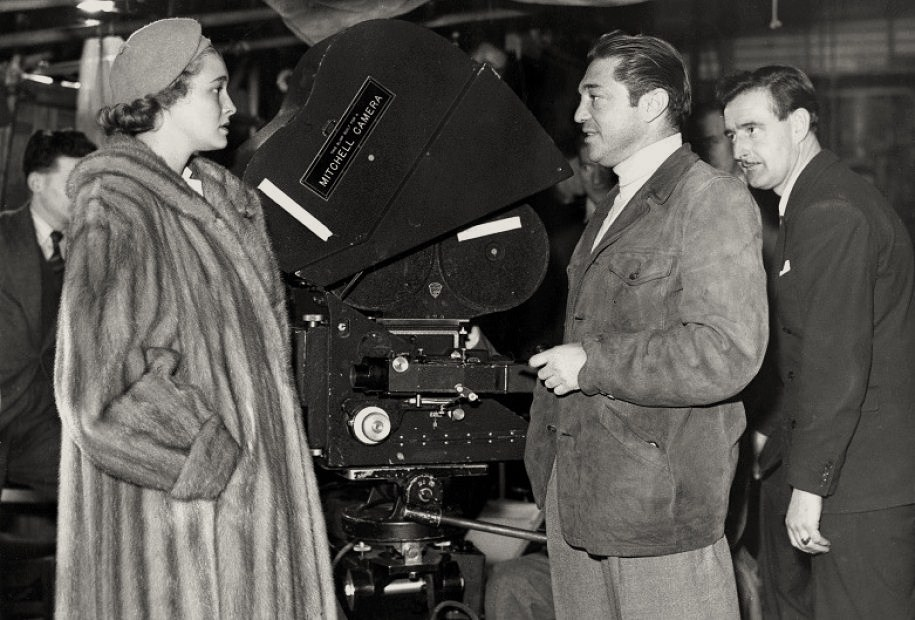

빈센트 셔먼(Abraham Orovitz, 1906년 7월 16일 ~ 2006년 6월 18일)는 미국의 영화 감독, 배우, 영화배우, 영화 프로듀서이다.
우들랜드힐스에서 사망하였다.

## 도서
- Studio Affairs: My Life as a Film Director

## 영화
- 테즈메이니언 데빌 (2007년) - 본인 역
- 위민 엣 웨스트 포인트 (1979년)
- 월튼네 사람들 (1972년)
- 닥터 게논 (1969년)
- 영 필라델피안스 (1959년)
- 패션 전쟁 (1957년)
- 트리니다드 사건 (1952년)
- 헤이스티 하트 (1949년)
- 돈 쥬앙의 모험 (1948년)
- 미스터 스케핑튼 (1944년)
- 더 하드 웨이 (1943년)
- 카운셀러 엣 로 (1933년)